# Майоров, Илья Андреевич
Илья Андреевич Майоров (15 июля 1890, Казанская губерния — 11 сентября 1941, Медведевский лес под Орлом) — левый эсер, член ЦК ПЛСР, председатель Свияжской уездной управы (1917), делегат Всероссийского учредительного собрания, член ВЦИК третьего созыва (1918), заместитель наркома земледелия РСФСР (1918); муж Марии Спиридоновой.

## Биография

### Ранние годы. Первая ссылка

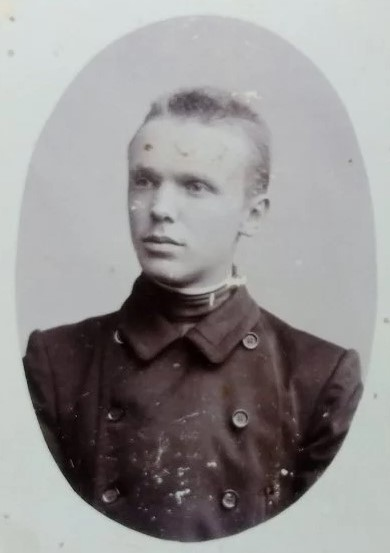
Илья Майоров в 1907 году

Илья Майоров родился 15 июля 1890 года в селе Тихий Плёс (по другим данным — в 1891 году в деревне Гордеево Юматовской волости) Свияжского уезда Казанской губернии в семье крестьянина Андрея Яковлевича Майорова. Илья Андреевич учился на естественном факультете Казанского университета, но был исключён в 1914 году за участие в революционном движении. Позже он окончил юридический факультет.
Во время Революции 1905—1907 годов, в 1906 году, Майоров вступил в Партию социалистов-революционеров (ПСР). В апреле 1914 года он был арестован и сослан царским судом в Енисейскую губернию сроком на 3 года. Бежал из места ссылки, перейдя на нелегальное положение.

### 1917. Казань и Свияжск. ПЛСР
После Февральской революции 1917 года Майоров вернулся в Казань и активно занялся политической деятельностью: был избран в Совет крестьянских депутатов (КД). С июня по ноябрь он был председателем Свияжского уездного земельного комитета и уездной земской управы: считал тогда, что крестьянство должно незамедлительно и «силой вырвать у паразитов нашу матушку-землю». 16 июня Майоров подписал постановление земельного комитета о распределении между крестьянами помещичьих угодий, скота и инвентаря. В этот период он добивался организации уездных, волостных и сельских Советов и активно сотрудничал с большевиками, полагая, что «Русская революция совершается не по нормам… гражданского права, а по законам истории». Примкнул к левым эсерам (ПЛСР).
Илья Майоров являлся ближайшим помощником лидера казанских левых эсеров Андрея Колегаева: после отъезда последнего на II-й Всероссийский съезд Советов рабочих и солдатских депутатов заменил его на постах председателя «младшего» (левоэсеровского) губкома ПСР и председателя губернского Совета КД.
В ноябре 1917 года Майоров избрался делегатом Всероссийского учредительного собрания от Казанского округа по списку № 11 (эсеры и Совет КД). Принимал участие в заседании-разгоне Собрания 5 января 1918 года.

### Основной закон о социализации земли. Заместитель наркома
Майоров являлся участником борьбы за установление Советской власти. На Первом съезде ПЛСР (19—28 ноября 1917 года) в Петрограде он был избран кандидатом в члены ЦК ПЛСР. Майоров стал делегатом III-го Всероссийского съезда Советов КД (13 января 1918 года), при этом объединённый III-й Всероссийский съезд Советов рабочих, солдатских и крестьянских депутатов избрал его членом ВЦИК, в котором он вошёл в исполком крестьянской секции.
Вместе с Колегаевым Майоров был автором текста «Основного закона о социализации земли», по определению В. И. Ленина — «первого в мире закона об отмене всякой собственности на землю». Съезд одобрил закон и утвердил его «Общие положения», остальные статьи передал на доработку в крестьянскую секцию ВЦИК.
24 апреля 1918 года Майоров выступил на Втором съезде ПЛСР (17—25 апреля) в Москве с докладом по аграрной политике и был избран членом ЦК ПЛСР.

Задача настоящего съезда — переработка старой аграрной программы и её конкретизация в духе времени. Решение вопроса о социализации земли осложняется результатами столыпинского земельного закона, насадившего в деревне частную собственность на землю… Это так усложнило положение, что [ПСР], оказавшись у власти, не представляла себе ясно реальной формы проведения социализации земли…— из речи И. А. Майорова, «Знамя Труда» (30 апреля 1918 года)
Вскоре он выпустил брошюру, где заявил, что «социализация земли» слагается из трёх основных моментов: уничтожения частной собственности на землю, замены её трудовым землепользованием и распределением земли на уравнительных началах по потребительно-трудовой норме. Самым важным моментом «в развитии сельского хозяйства и, пожалуй, всей Русской революции» Майоров считал «экспроприацию всех нетрудовых земледельческих хозяйств» (см. Чёрный передел).
С января 1918 года Майоров являлся членом коллегии Наркомзема РСФСР, из которой он вышел в середине июня, подчиняясь решению ЦК ПЛСР.

/Крестьянский коммунизм/ явление новое, но, очевидно, имеет глубокие корни в самой толще трудового крестьянства, и задача нашей партии — двинуть нашу аграрную программу дальше, точно указать крестьянству путём широкой пропаганды и наглядного опыта выгоды сельскохозяйственного коммунизма— из речи И. А. Майорова на II-м Съезде ПЛСР (1918)

### Восстание левых эсеров. Аресты и ссылки
24 июня 1918 года вместе с М. А. Спиридоновой Илья Майоров был избран в Бюро ЦК, которому было поручено развёртывание террористической деятельности против «немецких империалистов и оккупантов». На Третьем съезде ПЛСР Майоров в прениях осудил действия большевиков и лояльных им коллег по партии: «…идите в Кремль, к Ленину!». Он был противником Брестского мира; обвинил большевиков в преследованиях трудового крестьянства, протестовал против комбедов, твёрдых цен на хлеб, смертной казни и террора.
После разгрома левоэсеровского мятежа в Москве 6—7 июля 1918 года Майоров, вернувшись в Казань, перешёл на нелегальное положение. При этом он участвовал в работе Четвёртого съезда ПЛСР (2—7 октября) в Москве. По возвращении в Казань он был арестован и в начале ноября вывезен в Москву.
27 ноября 1918 года Революционным трибуналом при ВЦИК Майоров был приговорён к 3 годам заключения. Ввиду состояния здоровья (Майоров был болен туберкулёзом) амнистирован. В следующем году он был повторно арестован. Находился в ссылке в Ташкенте и Самарканде, а в 1923 году был выслан в совхоз-колонию в Калужскую губернию.
В 1925 году Майоров был сослан в Пржевальск, а затем — в Ташкент. В 1930 году он был арестован ОГПУ, сидел в Бутырской тюрьме. Позже в том же 1930-м его сослали в Уфу, где он работал экономистом-плановиком Уфимской сбытовой консервной базы и вступил в брак с Марией Спиридоновой. В годы уфимской ссылки Майоров с супругой, его сын от другой женщины, его отец, а также подруги Спиридоновой по каторге Ирина Каховская и Александра Измайлович (тоже члены эсеровской партии) жили одно время «коммуной».
В 1937 году Майоров был арестован, вместе с женой, УНКВД Башкирской АССР по обвинению «в активной антисоветской террористической деятельности». 8 января 1938 Военной коллегией Верховного суда СССР он был приговорён к 25 годам лишения свободы. После начала Великой Отечественной войны, 8 сентября 1941 года, Майоров был приговорён к расстрелу. Вместе с другими политзаключёнными Орловской тюрьмы Илья Андреевич Майоров был расстрелян 11 сентября 1941 года в Медведевском лесу под Орлом. В один день с ним была расстреляна и Мария Спиридонова. Реабилитирован в 1990 году.

## Произведения
- Майоров И. А. Практическое проведение социализации земли. — Саратов: Революционный социализм, 1918. — 53 с.

## Семья
- Первая жена — Валентина Порфирьевна Соловьева (1896—?), разведены в 1920-е годы, жила в Казани, арестована 27 апреля 1950 г., срок 25 лет по ст. 58, п. 10 ч. 2., реабилитирована 23 ноября 1956 г.[9]
  - Сын — Лев (26 апреля 1919—2009) дважды репрессирован, смог окончить Сибирский лесотехнический институт в 1958 г., инженер-лесотехник[10][11][12].
- Вторая жена (не ранее 1930) — Мария Александровна Спиридонова (1884—1941) — российская революционерка, одна из руководителей партии левых эсеров.